# Trinidad Pardo de Tavera

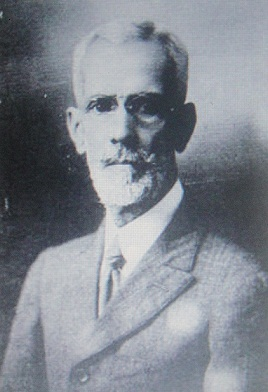
Trinidad Pardo de Tavera

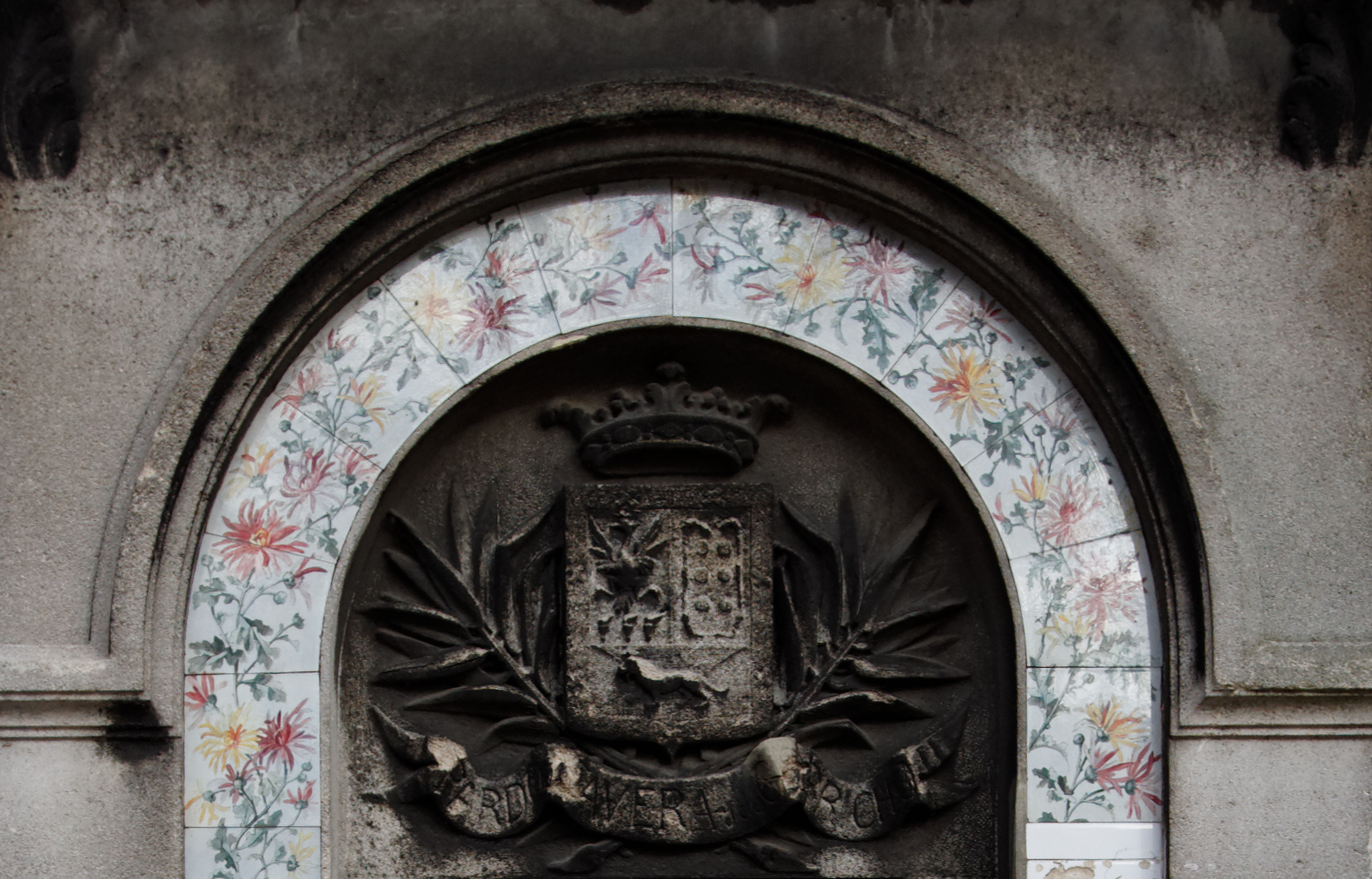
Wapen

Trinidad H. Pardo de Tavera (Manilla, 13 april 1857 – aldaar, 25 maart 1925) was een Filipijns historicus en bestuurder.

## Biografie
Trinidad Pardo de Tavera werd geboren in Manilla. Zijn moeder was Juliana Gorricho, een Filipijnse uit een welgestelde familie en zijn vader was Félix Pardo de Tavera, een advocaat en overheidsfunctionaris van half-spaanse (Mestizo) afkomst. Trinidad ging eerst naar het Ateneo Municipal de Manila en behaalde in 1873 zijn Bachelor of Arts aan het Colegio de San Juan de Letran. Aansluitend begon hij aan een studie medicijnen aan de University of Santo Tomas. Halverwege zijn studie vertrok hij op uitnodiging van zijn oom Joaquín naar Parijs om daar verder te studeren. In 1881 behaalde hij zijn bachelordiploma medicijnen aan de Universiteit van Parijs. Aansluitend studeerde hij nog aan het Institut national des langues et civilisations orientales waar hij in 1885 zijn diploma Maleis behaalde. Gedurende zijn periode in Parijs leerde hij onder andere José Rizal, Marcelo del Pilar en andere Filipijnse propagandisten kennen. Ook raakte hij bevriend met diverse prominente Franse politici zoals Léon Gambetta, Patrice de Mac Mahon en Jules Grévy.
In 1887 keerde Pardo de Tavera terug naar de Filipijnen, nadat hij bij koninklijke beschikking was aangesteld om Filipijnse medicinale planten te bestuderen. In Manilla ontmoette hij Concha Cembrano, met wie hij kort daarop trouwde. Toen de Filipijnse Revolutie uitbrak werd hij aangesteld als majoor in het leger. Hij nam echter ontslag uit het leger in april 1897. Hij was een van de afgevaardigden van het Malolos Congres. Na de uitbraak van de Filipijns-Amerikaanse Oorlog maakte hij zich sterk voor een Filipijnse alliantie met de Amerikanen. In 1899 begon hij de krant La Democracia. De krant maakte zich sterk voor zaken als vrede, de scheiding van kerk en staat, autonomie voor de Filipijnen en toetreding van de Filipijnen tot de Federatie van Amerikaanse Staten. Na de Amerikaanse winst in de Filipijns-Amerikaanse Oorlog richtte Pardo de Tavera op 23 december 1900 de Federal Party op. Deze partij maakte zich net als zijn krant sterk voor toetreding van de Filipijnen tot de Federatie van Amerikaanse Staten. In september 1901 werd Pardo de Tavera samen met zijn landgenoten Benito Legarda en Jose de Luzuriaga benoemd tot lid van de eerste Philippine Commission. Van januari 1923 tot zijn dood in 1925 was hij directeur van de National Library and Museum. Daarnaast schreef hij vele verhandelingen over de geschiedenis, talen, politiek, economie en het sociale leven van de Filipijnen. Pardo de Tavera overleed in zijn slaap op 67-jarige leeftijd.

## Bron
- Carlos Quirino, Who's who in Philippine history, Tahanan Books, Manilla (1995)

- Biblioteca Nacional de España: XX1389952
- Bibliothèque nationale de France: cb100592107 (data)
- Author citation (botany): Pardo
- Catàleg d'autoritats de noms i títols de Catalunya: 981060732346606706
- CiNii: DA1345795X
- Gemeinsame Normdatei: 157576965
- International Standard Name Identifier: 0000 0000 8340 5222
- Library of Congress Control Number: n85217017
- Nederlandse Thesaurus van Auteursnamen: 307936759
- SNAC: w6mp7rzm
- Système universitaire de documentation: 176589538
- Trove: 1283717
- Virtual International Authority File: 21124902
- WorldCat: E39PBJwxFG7799hpYGDbcHvWDq